# Moenkhausia sanctaefilomenae
Cá tetra mắt đỏ (Danh pháp khoa học: Moenkhausia sanctaefilomenae) là một loài cá cảnh trong nhóm cá tetra. Nó được tìm thấy ở Nam Mỹ, ở Paraguay, Bolivia phía đông, phía đông Peru, Brazil. Đó là một loài cá cảnh khá thông dụng. Hiện tại chúng đang được nuôi rộng rãi ở châu Á.

## Đặc điểm
Nó là một loại cá nước ngọt, có thể phát triển cơ thể lên đến 7 cm (2,8 in), và có thể sống khoảng 5 năm. Chúng có một cơ thể màu bạc sáng dấu bởi một cái đuôi màu đen và một màu đỏ mỏng vòng tròn xung quanh mắt của mình. Sức chịu đựng và dễ chăm sóc làm cho nó một loài cá cảnh được ưa thích. Loại cá này hòa bình, và phù hợp cho hầu hết các bể nuôi cá.
Trong tự nhiên các tetra mắt đỏ ăn giun, côn trùng, động vật giáp xác và chất thực vật. Trong hồ cá tetra mắt đỏ thường ăn tất cả các loại sống, thực phẩm tươi sống, và flake. Chúng cần được cung cấp một chất lượng cao thực phẩm flake hàng ngày. Con cái lớn hơn và có một bụng tròn hơn so với con đực, đến mùa cá sẽ đẻ trứng trong các rễ của cây nổi. Cá bột ban đầu có thể được cho ăn loại trích trùng, luân trùng, hoặc thức ăn chế biến thương mại, tôm ngâm nước muối và các loại thực phẩm flake nghiền mịn.